# Toscanito
Toscanito es el nombre artístico de Andrés Poggio (Buenos Aires, 28 de agosto de 1934) es un exactor infantil argentino, famoso entre finales de los años cuarenta y parte de los cincuenta.

## Biografía
Toscanito se hizo famoso súbitamente al actuar ―con 13 años de edad― en la película Pelota de trapo (1948) de Leopoldo Torres Ríos, interpretando el papel de un "pibe" de barrio que sueña con ser crack de fútbol. Recibió dos premios por su actuación. Tomó su nombre artístico del papel que interpretó en esa película.
Luego de actuar en otras seis películas Toscanito desapareció del ambiente cinematográfico y de los medios de comunicación. De adulto tuvo problemas jurídicos. Emigró a Ecuador a mediados de los años sesenta. Regresó a Argentina cincuenta años después, en 2010. El compositor y director cinematográfico Rodolfo Garavagno ―con toda la intención de reinsertarlo en la tarea actoral― lo llevó a la Asociación Argentina de Actores. Allí, por iniciativa de Aldo Barbero y Carlos Berraymundo, presentaron ante el directorio el proyecto de nombrarlo «socio honorario», cosa que se cumplió en emotiva ceremonia.
Garavagno, además de llevarlo a programas de televisión como El Show de Anabella, en Crónica TV, gestionó su incorporación a Sagai, entidad que administra derechos de intérpretes actorales, en donde fue aceptado como miembro. Toscanito se instaló en Mar del Plata durante tres años.
En 2013 decidió retornar a Ecuador y seguir alternando entre ese país y Estados Unidos, donde es residente. En Estados Unidos es propietario de una distribuidora de mariscos. Para cubrir la demanda que tiene desde los diferentes estados, Toscanito tiene piscinas de cultivo de frutos de mar en Ecuador. Allí fue que conoció a Maritú Poggio, su actual esposa, cuarenta años más joven, con quien se casó en Buenos Aires.

## Filmografía
- Pelota de trapo (1948)
- Pantalones cortos (1949)
- El hijo de la calle (1949)
- El nieto de Congreve (1949)
- Toscanito y los detectives (1950)
- Con la música en el alma (1951)
- Misión extravagante (1954)

## Premios
- Academia de Artes y Ciencias Cinematográficas de la Argentina: Premio a la Mejor Actuación Infantil (Andrés Poggio, Toscanito), por Pelota de trapo.
- Asociación de Cronistas Cinematográficos de la Argentina: Revelación Infantil (Andrés Poggio, Toscanito), por Pelota de trapo.